# 中央電視台電視文化中心
中央电视台电视文化中心（英語：Television Cultural Center，缩写：TVCC），是北京商务中心区一座摩天大廈，位於北京朝陽區東三環中路32號，中央電視台新址主樓的北側。原定於2008年投入使用，但於2009年發生火災，同年10月底開始進行修復工作，並於2012年5月16日竣工。

## 建筑
中央电视台电视文化中心是一座樓高33層，159米高的綜合大樓。大樓的高度約為央視大樓的三分之二，目前已經建好但未投入使用。該樓將是中央電視台電視文化中心（TVCC），裏面計劃建造劇場和酒店。大樓低層含1,500個座位的電視劇場、錄音棚等不同功能設施，總建築面積約為6萬平方米。其他附屬配套設施主要為停車設施及警衛樓，總建築面積約為11萬平方米。因設計獨特，曾獲德國的「國際高層建築獎」。

## 酒店（已搁置）
文華東方酒店集團原计划在电视文化中心开设北京文華東方酒店并已租用建筑的部分楼面，该酒店计划設有203間客房、38間豪華酒店套房，五家餐廳、酒吧及带有11間理療室的豪華水療中心。
因2009年的电视文化中心火灾，北京文华东方酒店的开业计划被搁置，截至2024年3月未有具体进展。2019年12月，文华东方酒店集团转而在香港置地所拥有的王府中環商场开设王府井文华东方酒店，而位于前门草厂十条的前门文华东方酒店于2024年9月开业。上述两家酒店可被视为文华东方酒店集团对电视文化中心酒店的替代。
受火灾影响，酒店北侧的呼家楼新苑3号楼拆迁工作至今尚未完成，该居民楼也由一座位于CBD核心区的普通住宅楼变成了央视新址拆迁滞留烂尾楼。

## 火灾

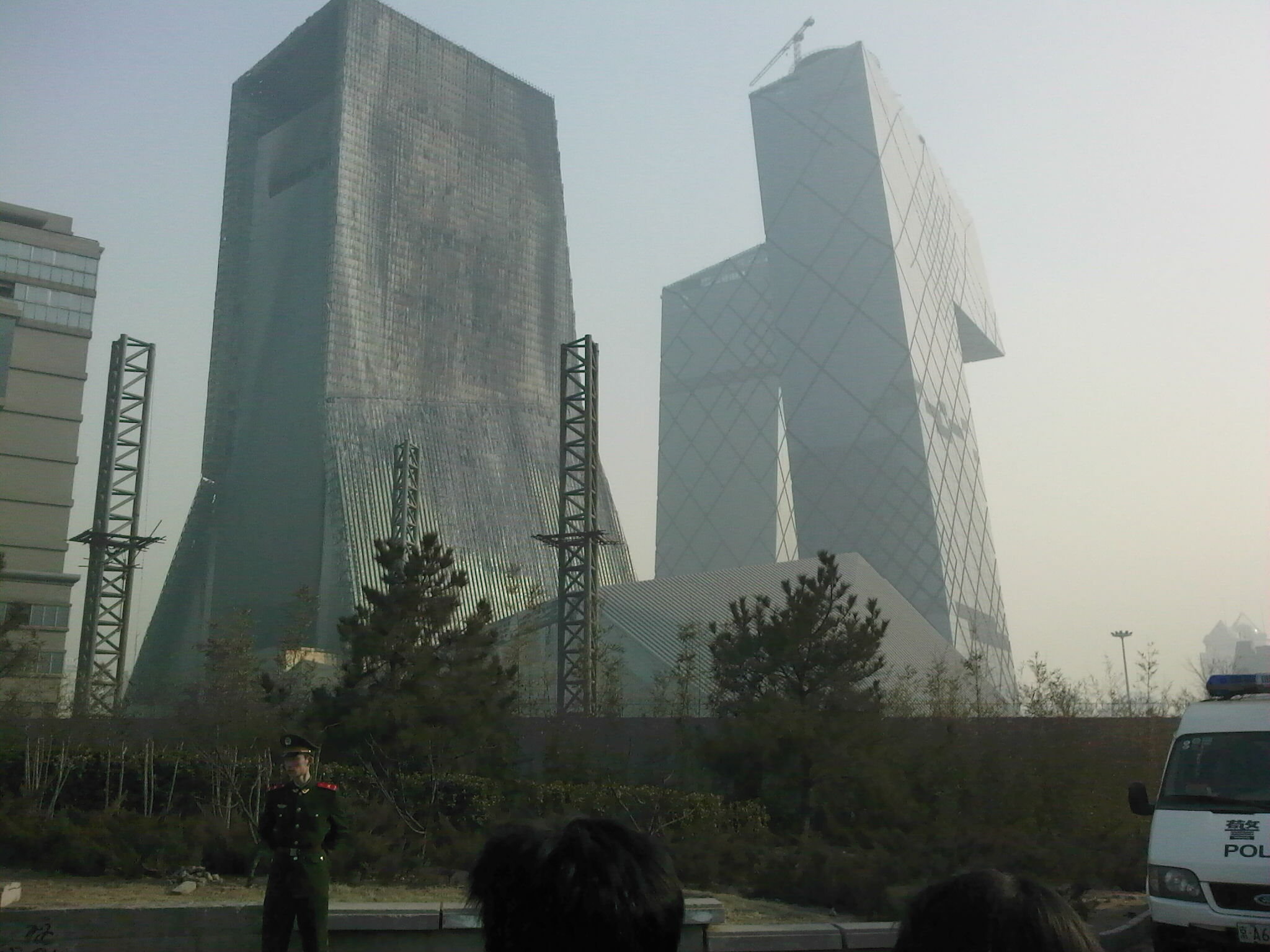
2009年火灾后，中央电视台电视文化中心外墙被严重焚毁并部分坍塌。

## 外部連結
- 北京文華東方酒店網頁 （页面存档备份，存于）